# AROS research operating system
AROS est un système d'exploitation libre et open source (dans le sens logiciel libre) dont les buts principaux sont la portabilité et la compatibilité avec le système d'exploitation AmigaOS 3.1.
Il a été créé par Aaron Digulla qui est aujourd'hui aidé par de multiples développeurs de par le monde.